# Bronssmalbi
Bronssmalbi (Lasioglossum leucopus) är en biart som först beskrevs av Kirby 1802.  Den ingår i släktet smalbin och familjen vägbin. Inga underarter finns listade. På svenska kallas arten även ärgsmalbi.

## Beskrivning
Huvud och mellankropp är grönglänsande. Undersidan av antennerna är gul, mest tydligt hos hanen. Han har även gul spets på clypeus (munskölden), gul överläpp och bruna käkar. På sidorna av den i övrigt mörka bakkroppens tergit 2 och 3 har honan svaga, vita hårfält; hanen saknar några sådana markeringar. Arten är liten; kroppslängden uppgår till 5 mm för honan, 4 till 5 mm för hanen.

## Ekologi
Bronssmalbiet är polylektiskt, det besöker blommor från många olika växtfamiljer. Honorna flyger från maj till oktober, hanarna från juli till september. Endast de parade honorna övervintrar. Arten förekommer i många olika biotoper, som jordbruksområden, samhällen och inte minst skog. Arten tros vara primitivt eusocial i Mellaneuropa. Som hos alla smalbin är larvbona underjordiska, och kan parasiteras av blodbiet småblodbi, vars hona lägger ägg i larvbona, efter det hon förstört värdägget eller dödat värdlarven.

## Utbredning
Utbredningsområdet omfattar Eurasien från Irland i väster till Omsk i Sibirien och norra Iran i öster, och Skandinavien från 64° N till norra Iberiska halvön och Grekland i söder samt norra Iran i sydöst. I de södra delarna av utbredningsområdet är biet framför allt en bergsart.
Arten är mycket vanlig i större delen av Sverige utom det inre av norra Norrland, och populationen är stabil. Den är klassificerad som livskraftig av Artdatabanken.
I Finland har arten observerats i hela landet, men ungefär från landskapet Kajanaland och norrut mycket sällan. Också där klassificeras arten som livskraftig av Finlands artdatacenter.

## Status
Globalt betraktas bronssmalbiet som vanligt och livskraftigt ("LC") av IUCN, som inte ser någon hotbild för arten.

## Bildgalleri

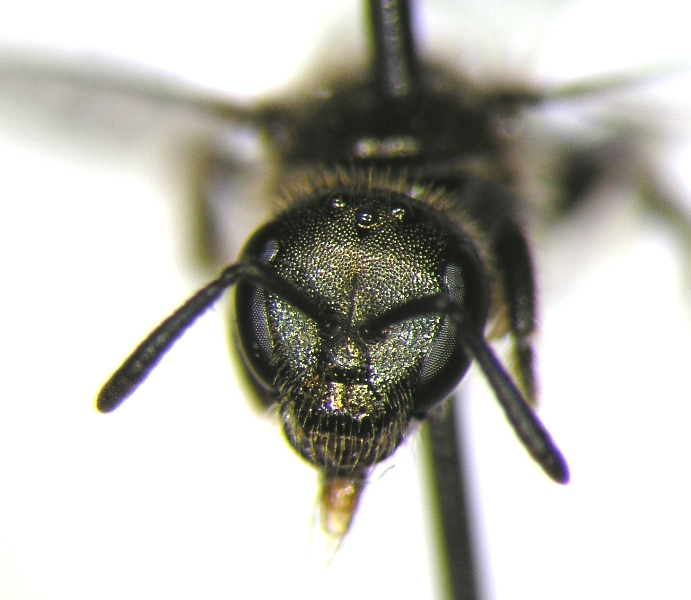
Hona.
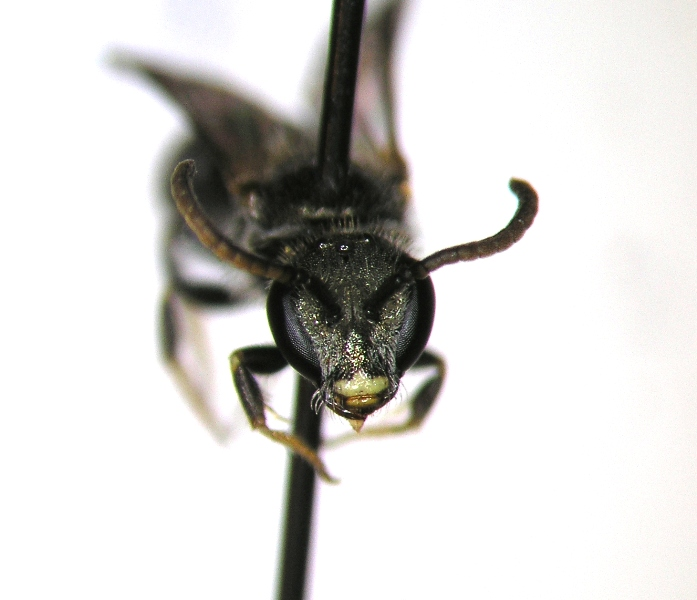
Hane.
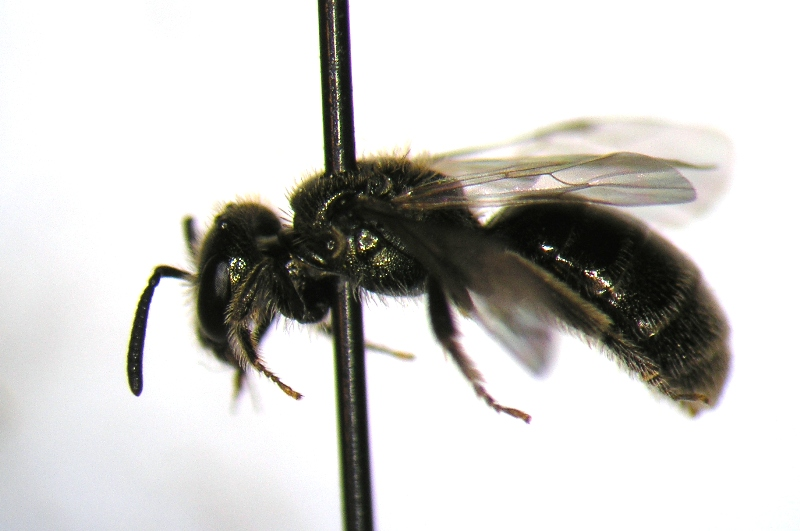
Hona.
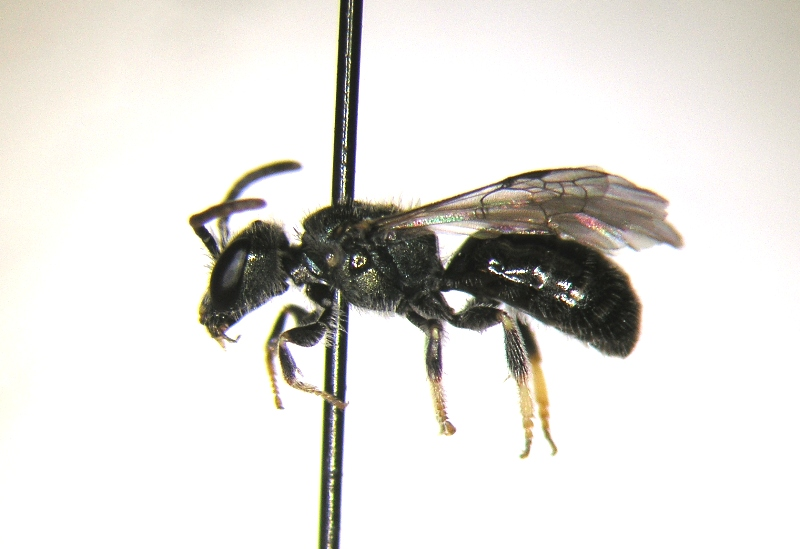
Hane.